# Daria Atamanov
Daria Atamanov (hébreu : דריה אטמנוב, russe : Дарья Анатольевна Атаманова), née le 6 décembre 2005 à Rishon LeZion, est une gymnaste rythmique israélienne. 

## Biographie

### Famille
Daria Atamanov est la fille d'une traductrice et d'un spécialiste de high-tech.

### Carrière sportive
Aux championnats d'Europe junior de 2020, Daria Atamanov gagne une médaille d'or avec les massues et une médaille d'argent au cerceau.
En 2020, elle remporte la médaille d'argent au concours général individuel de la Coupe du Monde à Athènes.
En 2022, Daria Atamanov devient championne d'Europe au concours général individuel,.
Aux jeux mondiaux de 2022, elle remporte deux médailles d'or (ballon et ruban).
En 2023, elle décroche la médaille de bronze au concours général individuel des Championnats du monde.
L'ex-championne olympique Linoy Ashram est son entraîneuse ainsi qu'Ayelet Zussman et Raya Irgo.